# الوليد بن عتبة
الوليد بن عتبة هو الوليد بن عتبة بن أبي سفيان بن حرب بن أمية بن عبد شمس بن عبد مناف بن قصي ابن كلاب بن مرة بن كعب بن لؤي بن غالب تولى إمارة المدينة المنورة من قبل عمه معاوية.
كان ذا جود، وحلم، وسؤدد، وديانة. وولي الموسم مرات. ولما جاءه نعي معاوية، وبيعة يزيد، لم يشدد على الحسين وابن الزبير، فانملسا منه، فلامه مروان، فقال: ما كنت لأقتلهما، ولا أقطع رحمهما.
وقيل: إنهم أرادوه على الخلافة بعد معاوية بن يزيد، فأبى. وقال يعقوب الفسوي: أراد أهل الشام الوليد بن عتبة على الخلافة، فطعن، فمات بعد موت معاوية بن يزيد. ويقال: قدم للصلاة على معاوية بن يزيد، فأخذه الطاعون في الصلاة، فلم يرفع إلا وهو ميت.
وولد الوليد بن عتبة: القاسم. أمه لبابة بنت عبد الله بن العباس بن عبد المطلب. أبناؤه الآخرون: محمد وعثمان وعمرو والحصين.